# Анжелика Варум
Анжелика Варум (рус. Анжелика Варум), право име Марија Јурјевна Варум (рус. Мария Юрьевна Варум; Лавов, 26. мај 1969) совјетска и руска је певачица, глумица, текстописац, Заслужена уметница Руске Федерације (2011), лауреат позоришне награде „Чајка” (1997), седмоструки добитник музичке награде „Златни грамофон” (1996—1999, 2002, 2007, 2012).
Удата за Леонида Агутина.

## Дискографија
- 1991 —
- 1993 —
- 1995 —
- 1996 —
- 1996 —
- 1999 —
- 2000 —
- 2002 —
- 2007 —
- 2009 —
- 2013 —
- 2016 —
- 2018 —
- 2020 —